# Jérôme Pimpurniaux
Jérôme Pimpurniaux (né à Namur le 1er avril 1741 et mort dans cette même ville le 10 mars 1837) est un écrivain belge, ancien procureur au Conseil de Namur. Son œuvre a surtout connu le succès à titre posthume, si on en croit les annales de la Société archéologique de Namur :

« Jérôme Pimpurniaux est, on le sait, l'auteur des Légendes namuroises qui ont paru, il y a quelque vingt ans et ont été parfaitement goûtées du public. Bien que d'après M. Ad. Borgnet, éditeur de ce petit volume, Jérôme Pimpurniaux soit mort en 1837, cela n'empêche pas le digne procureur de prendre de nouveau la plume dans un but non moins patriotique qu'autrefois: celui de faire connaître aux Belges une partie des beautés naturelles du pays qu'ils habitent. Certes s'il était permis à quelqu'un de faire revivre Pimpurniaux, c'était bien, à coup sûr, au savant professeur d'histoire de l'université de Liège. Au lieu de trouver à redire à cette résurrection, félicitons-nous en puisqu'elle nous vaut le meilleur livre de ce genre qui ait été écrit sur l'Ardenne. »

— Annales de la société archéologique de Namur, volume 5, 1858